# Диск Енея

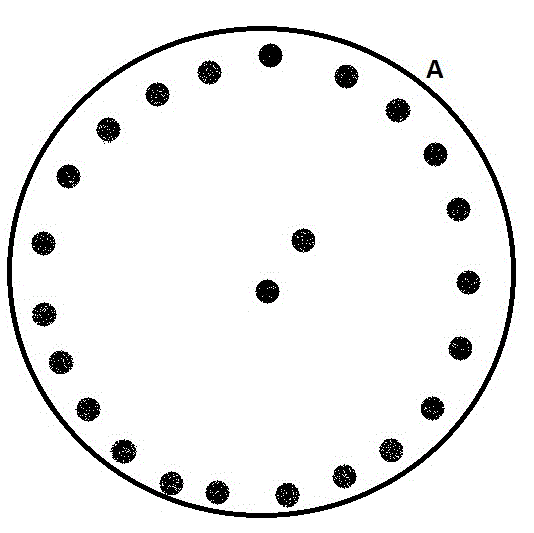
Оригінальний диск Енея

Диск Енея — криптографічний інструмент для захисту інформації, придуманий Енеєм Тактиком в IV столітті до н. е. Пристрій був диском діаметром 13-15 см і завтовшки 1-2 см з пробитими в нім отворами, кількість яких дорівнювала числу літер в алфавіті. Кожному отвору ставилася у відповідність конкретна літера. У центрі диска знаходилася котушка з намотаною на неї ниткою.

## Шифрування
Механізм шифрування був дуже простий. Для того, щоб зашифрувати послання, необхідно було по черзі простягати вільний кінець нитки через отвори що означають літери початкового не зашифрованого повідомлення. У результаті, сам диск, із затягненою в його отвори ниткою, і був зашифрованим посланням.

## Дешифрування
Одержувач повідомлення послідовно витягав нитку з кожного отвору, тим самим отримував послідовність літер. Але ця послідовність була зворотною відносно початкового повідомлення, тобто він читав повідомлення навпаки. Припустимо початкове повідомлення було «Αινειας» (Еней), тоді після дешифрування одержувач бачив перед собою «ςαιενια». Щоб прочитати отримане повідомлення, треба просто читати з кінця.
У цього виду захисту інформації був один істотний недолік. Зашифроване повідомлення було доступне до прочитання будь-ким, хто зміг оволодіти диском. Оскільки повідомлення доставляли звичайні гінці, а не воїни, Еней передбачив можливість швидкого знищення передаваної інформації. Для цього було досить витягнути усю нитку за один з її кінців, або зламати диск, просто наступивши на нього. Зазвичай він ламався в місцях розташування шифруючих отворів, як наслідок протягнута в них нитка сплутувалася і прочитати повідомлення було неможливо.

## Особливості
Дійсно «диск Енея» не можна назвати справжнім криптографічним інструментом, оскільки прочитати повідомлення міг будь-хто, той, що забажає. Але цей пристрій став прародителем першого по істині криптографічного інструменту, винахід якого також належить Енею. Прилад дістав назву Лінійка Енея. Відмінність була в тому, що передавалася тільки нитка, а посилач і одержувач мали ідентичні пристрої для шифрування і дешифрування.

## Аналоги
Створений Енеєм диск можна назвати родоначальником інструментів криптографії. Але разом з диском, Еней придумав і інші способи передачі секретної інформації, що використовують той же механізм шифрування. Сам же Еней про такі методи шифрування говорив так: «Але найретельніше замаскований і в той же час для мене самий клопітливий з усіх тут згадуваних способів посилки повідомлень буде пояснений за допомогою літер».
Найпершим інструментом, в основі якого лежить посимвольне шифрування, є гральна кістка. У ній просвердлювалося 24 отвори, по шість на кожній грані. Використовувалися 4 грані кістки з 6. Кожному отвору ставилася у відповідність певна літера алфавіту. Літери йшли по порядку. Щоб знати який отвір визначає яку літеру, запам'ятовувався початок, тобто літера «альфа». Принцип шифрування повністю аналогічний диску, нитка затягувалася в отвори, що відповідають літерам початкового повідомлення, в порядку дотримання літер у цьому повідомленні. У результаті, навколо кістки утворюється клубок ниток. Одержувачеві було необхідно по черзі витягати нитку з отворів і виписувати символи, що при цьому виходили, на дощечку. Механізм отримання символів аналогічний диску, тобто витягання нитки відбувається в зворотній послідовності відносно її втяганню. Щоб зрозуміти написане, необхідно просто прочитати отримане повідомлення з кінця, що не складало великих труднощів. Але істотним недоліком такого методу шифрування була відсутність можливості швидкого знищення інформації, тому довелося незабаром від нього відмовитися.
Ще одним винаходом Енея була лінійка, що не використовує вузликове шифрування, тому не отримала широкого поширення. Це був другий крок на шляху створення диска. На думку Енея, лінійка була влаштована легше, ніж кістка. За основу бралася паличка завдовжки близько 15 см В ній також висвердлювалося число отворів, рівне числу літер використовуваного алфавіту. Механізм шифрування і дешифрування цілком аналогічний кістці і диску. Але з'явилася проблема шифрування двох однакових літер, що йдуть підряд, оскільки доведеться втягати нитку в один і той же отвір двічі, а це приведе до витягання нитки з цього отвору. Щоб такого не відбувалося, необхідно спочатку обернути нитку навколо палички і тільки потім втягати її в отвір, що повторюється. Такий метод шифрування був прийнятніший, ніж кістка, оскільки була можливість швидкого знищення повідомлення. Для цього було досить просто розламати паличку, і передавана інформація ставала нечитабельною.
Наступним ступенем розвитку посимвольного шифрування став власне диск Енея.

## Оригінальний диск Енея
Еней у своїх роботах описував метод шифрування, в основі якого лежав диск, названий згодом диском Енея. За основу брався дерев'яний круг, по краю якого висвердлювалися 24 отвори, що відповідають буквам алфавіту. Вони не підписувалися. Букви йшли в алфавітному порядку. Необхідно було знати лише першу літеру для можливості відновлення інших. Також просвердлювалися отвори в середині круга, щоб збити з пантелику недоброзичливця. Механізм шифрування і дешифрування відповідає описаним вище. Щоб зашифрувати літери, що повторюються, використовувалися отвори в середині диска. Спочатку нитка протягувалася в нього, а потім в символ, що повторюється. Зазвичай використовувалися два отвори, одно з яких знаходилося в центрі. Якщо з'єднати ці отвори лінією, то вона вкаже на першу букву алфавіту. Це і стало вищим ступенем шифрування такого типу. Наступним етапом розвитку технології посимвольного шифрування стало використання вузликового письма, прикладом якого є Лінійка Енея.

## Історія
Еней Тактик (IV століття до н. е.) був полководцем і політичним діячем тих часів. Також був професійним військовим і знавцем військового ремесла. Написав безліч праць про мистецтво ведення війни. Єдиною роботою Енея, що збереглася до цього дня, є трактат «Про перенесення облоги». Також в нім був описаний ще один метод шифрування, придуманий Енеєм, — книжковий шифр.